# St. Maximin (Niederbrechen)

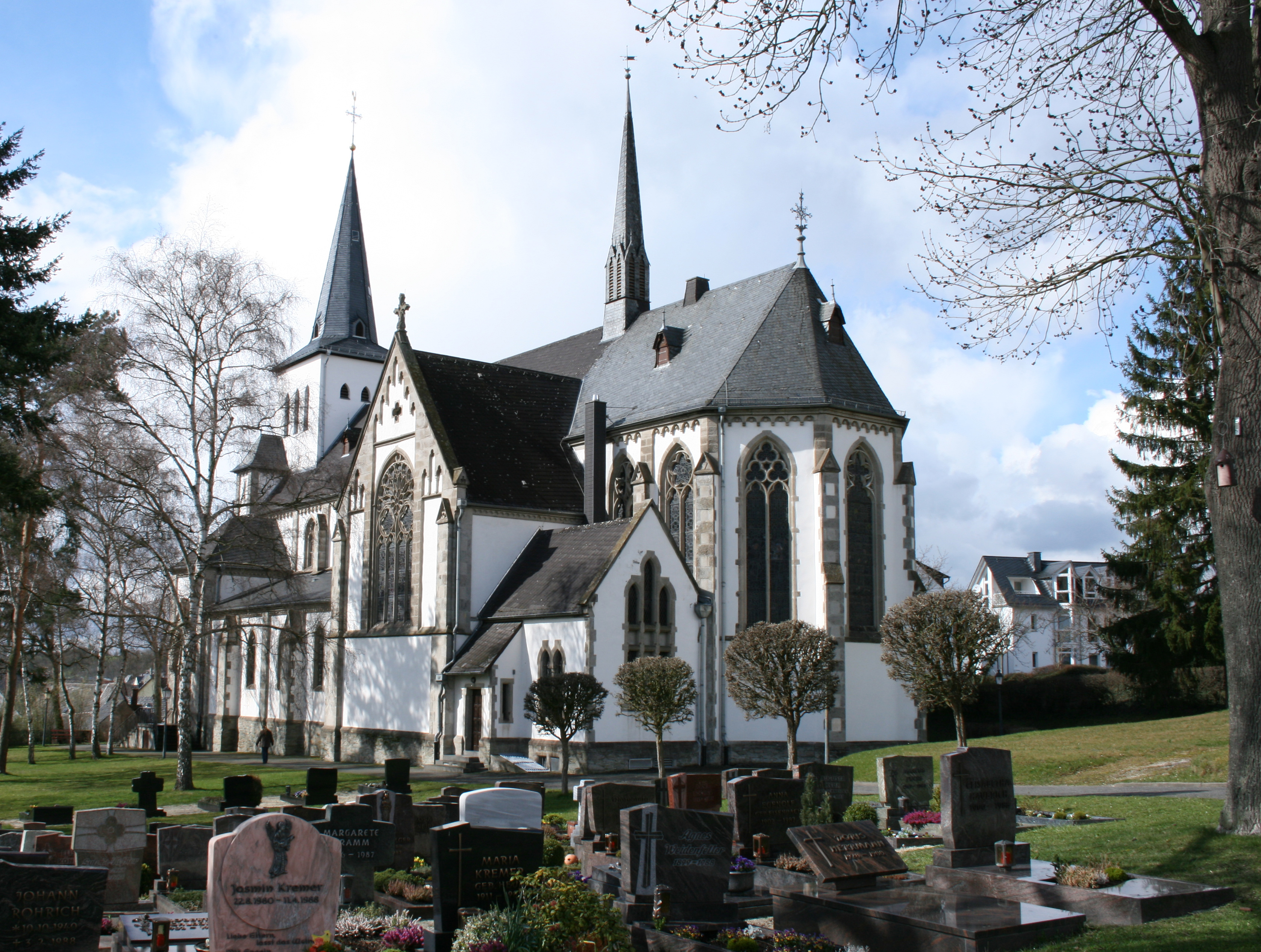
St. Maximin (Niederbrechen)

Die römisch-katholische, dem Heiligen Maximin geweihte Pfarrkirche St. Maximin ist eine denkmalgeschützte Kreuzbasilika, die in Niederbrechen steht, einem Ortsteil der Gemeinde Brechen im Landkreis Limburg-Weilburg. Die Kirchengemeinde gehört zum Bistum Limburg.

## Beschreibung
Im Jahr 1631 brannte ein Vorgängerbau der heutigen neugotischen Kreuzbasilika während des Schwedenkrieges ab und wurde aber bald wieder aufgebaut. Wegen ständiger Ausbesserungen in der Folgezeit wurden Langhaus und Chor schließlich abgerissen und 1724 neu gebaut. Das Langhaus und der dreiseitig geschlossene Chor wurden unter Einbeziehung von Resten des Vorgängerbaus 1899 bis 1901 nach einem Entwurf von Josef Röder erneuert. Das romanische Westwerk wurde 1952 mit einem 25 m hohen Kirchturm ergänzt, in dessen Glockenstuhl fünf Kirchenglocken hängen. Bedeckt ist der neue Kirchturm mit einem 15 m hohen, achtseitigen, spitzen und schiefergedeckten Helm. Auf der Vierung sitzt ein quadratischer, mit einem spitzen Helm bedeckter Dachreiter. Die Wände werden von Strebepfeilern gestützt, zwischen denen sich Maßwerkfenster befinden. 
Der Innenraum ist mit einem Kreuzrippengewölbe überspannt. Zur Kirchenausstattung gehören ein Hochaltar und zwei Seitenaltäre. Auf dem nördlichen Seitenaltar steht eine spätgotische hölzerne Statue der Muttergottes. Der rechte Seitenaltar ist dem heiligen Josef geweiht. Auf dem Hauptaltar befinden sich Statuen des heiligen Lubentius und des heiligen Maximin sowie der vier Evangelisten.
Die Orgel mit 30 Registern auf zwei Manualen und Pedal wurde 2001 von Karl Göckel gebaut.